# شهرستان لین‌دیان
شهرستان لین‌دیان (به چینی: 林甸县) یک شهرستان در استان هئی‌لونگ‌جیانگ چین است که در تابعیت شهر داچینگ قرار دارد. شهرستان لین‌دیان ۳٬۵۰۳٫۵۳ کیلومتر مربع مساحت دارد.

## تقسیمات اداری
شهرستان لین‌دیان به ۵ شهرک و ۳ قصبه تابعه تقسیم شده است. چهار «میدان» هم‌سطح قصبه نیز تابع این شهرستان می‌باشند، مانند نواحی اداری مزارع و مراتع.
- شهرک سی‌جی‌چینگ (四季青镇، Sìjìqīng zhèn)
- شهرک لین‌دیان (林甸镇، Líndiàn zhèn)
- شهرک هوایوان (گلباغ) (花园镇، Huāyuán zhèn)
- شهرک هونگ‌چی (红旗镇، Hóngqí zhèn)
- شهرک هه‌مینگ‌هو (鹤鸣湖镇، Hèmínghú zhèn)

- قصبه دونگ‌شینگ (东兴乡، Dōngxìng xiāng)
- قصبه سی‌هه (四合乡، Sìhé xiāng)
- قصبه هونگ‌وئی (宏伟乡، Hóngwěi xiāng)

- میدان جنگل‌داری چانگ‌چینگ شهرستان لین‌دیان (林甸县长青林场، Líndiàn xiàn Chángqīng línchǎng)
- میدان دام‌داری شین‌شینگ (新兴畜牧场، Xīnxīng xùmùchǎng)
- میدان مرتع‌داری جولانگ (巨浪牧场، Jùlàng mùchǎng)
- میدان نیزار دولتی (国营苇场، Guóyíng wěichǎng)